# ウェストラリア (補給艦)
ウェストラリア（英語: HMAS Westralia, AO 195）とは、オーストラリア海軍の給油艦である。この名を冠する艦としては2代目に相当する。
オーストラリア海軍就役以前は、イギリス海軍補助艦隊にてリーフ型給油艦アップルリーフ（英語: RFA Appleleaf, A79）として運用されていた。この名を冠する艦としては3代目に相当する。

## 来歴
本船は、元々はジョン・ハドソン燃料海運株式会社（John Hudson Fuel and Shipping Ltd.：以下ジョン・ハドソン社）が2,000万ポンドでキャメル・レアードに発注した4隻のSTaT 32型タンカーのうちの1隻である。
本船は姉妹船3隻と共にキャメル・レアードのバーケンヘッド造船所にて建造され、1975年7月25日の進水式においてハドソン・キャヴァリエ（MV Hudson Cavalier）と命名された。
しかし、後の1976年に発注元のジョン・ハドソン社がSTaT 32型4隻の受領を事実上拒否したため、本船を含む4隻は新たな売却・傭船先が見つかるまでの間バーケンヘッド造船所に係留されることとなる。
1978年10月27日、イギリス国防省は本船ハドソン・キャヴァリエと姉妹船ハドソン・ディープ（後のブランブルリーフ）のチャーターを発表
本船は給油艦に必要な洋上補給用の設備などを設置する改装を受けたのち、1979年6月8日付で正式にイギリス国防省にチャーターされアップルリーフと改名し就役、同年9月付で10年間のチャーター契約が結ばれた。

### イギリス海軍補助艦隊
イギリス海軍補助艦隊に配属されたアップルリーフは、1982年4月からのフォークランド紛争においても、フォークランド諸島奪還のために編成された機動部隊に編入され、機動部隊艦艇への燃料補給を担当した。
1989年9月24日、イギリス国防省との10年チャーター契約が切れた当日、オーストラリア海軍はパースのドーソン・インダストリーズ（Dawson Industries Ltd.）の管理下でアップルリーフを3,000万オーストラリア・ドルでチャーターした。アップルリーフはオーストラリア海軍に5年契約でリースされ、リース期間終了後はオーストラリア海軍に買い取られる契約がオーストラリア政府とイギリス政府との間で交わされ、1989年9月10日付でオーストラリア海軍に就役し、ウェストラリアと改名された。

### オーストラリア海軍
ウェストラリアはオーストラリア海軍就役後、スターリング海軍基地を母港とした。
1990年10月から湾岸危機におけるペルシャ湾への派遣に備えて、RBS 70 MANPADSや.50口径ブローニング重機関銃の追加装備、上部構造物後端部へのヴァートレップ用ヘリポートの追加などの改修を受けた。
1991年1月2日にDAMASK作戦参加のためにペルシャ湾へ向けて出港し、同月26日に作戦海域に到着、6月9日に母港のスターリング海軍基地へ帰還するまでの間に、多国籍軍に参加したアメリカ合衆国、イギリス、アルゼンチン、ベルギー、カナダ、デンマーク、フランス、イタリア、スペイン、ノルウェーの艦艇に、合計90回に渡る洋上補給を実施した。
1998年5月5日、ウェストラリアがスターリング海軍基地を出港した直後、ロットネスト島沖合にて主機関室より出火。火災は鎮火に成功したものの乗組員4名が死亡した。スターリング海軍基地へ帰還した後、パースのBrown & Root Engineering Pty Ltd.へ回航され、830万オーストラリア・ドルの費用と約18か月の時間を費やして修理が行われ、1999年11月22日に艦隊へ復帰した。
2006年9月16日付でオーストラリア海軍を退役し、同日付で後継艦のHMAS シリウス (O 226)が就役した。

### 退役後
2010年1月16日にトルコに到着し、船舶解体の準備開始。